# Helluva Boss
 (novembre 2024).
- Si vous ne connaissez pas le sujet, laissez ce bandeau (vous pouvez alors contacter les auteurs).
- Si vous supprimez le contenu mis en cause (vous pouvez préalablement contacter les auteurs),

argumentez précisément cette suppression dans la page de discussion
(un manque de référence n'est pas un argument ; une recherche réelle de référence doit avoir été effectuée, être formellement documentée).
 (octobre 2022).
La mise en forme du texte ne suit pas les recommandations de Wikipédia : il faut le « wikifier ».
Les points d'amélioration suivants sont les cas les plus fréquents. Le détail des points à revoir est peut-être précisé sur la page de discussion.
- Les titres sont pré-formatés par le logiciel. Ils ne sont ni en capitales, ni en gras.
- Le texte ne doit pas être écrit en capitales (les noms de famille non plus), ni en gras, ni en italique, ni en « petit »…
- Le gras n'est utilisé que pour surligner le titre de l'article dans l'introduction, une seule fois.
- L'italique est rarement utilisé : mots en langue étrangère, titres d'œuvres, noms de bateaux, etc.
- Les citations ne sont pas en italique mais en corps de texte normal. Elles sont entourées par des guillemets français : « et ».
- Les listes à puces sont à éviter, des paragraphes rédigés étant largement préférés. Les tableaux sont à réserver à la présentation de données structurées (résultats, etc.).
- Les appels de note de bas de page (petits chiffres en exposant, introduits par l'outil «  Source ») sont à placer entre la fin de phrase et le point final[comme ça].
- Les liens internes (vers d'autres articles de Wikipédia) sont à choisir avec parcimonie. Créez des liens vers des articles approfondissant le sujet. Les termes génériques sans rapport avec le sujet sont à éviter, ainsi que les répétitions de liens vers un même terme.
- Les liens externes sont à placer uniquement dans une section « Liens externes », à la fin de l'article. Ces liens sont à choisir avec parcimonie suivant les règles définies. Si un lien sert de source à l'article, son insertion dans le texte est à faire par les notes de bas de page.
- La présentation des références doit suivre les conventions bibliographiques. Il est recommandé d'utiliser les modèles {{Ouvrage}}, {{Chapitre}}, {{Article}}, {{Lien web}} et/ou {{Bibliographie}}. Le mode d'édition visuel peut mettre en forme automatiquement les références.
- Insérer une infobox (cadre d'informations à droite) n'est pas obligatoire pour parachever la mise en page.

Pour une aide détaillée, merci de consulter Aide:Wikification.
Si vous pensez que ces points ont été résolus, vous pouvez retirer ce bandeau et améliorer la mise en forme d'un autre article.
Production
Diffusion
Helluva Boss (traduisible en Un Patron d'Enfer en français) est une websérie américaine d'animation pour adultes créée par Vivienne « VivziePop » Medrano et produite par SpindleHorse Toons.

## Synopsis
La série présente les mésaventures des employés d'IMP (en anglais Immediate Murder Professionals, traduit dans le pilote français en « Infâmes Meurtriers Professionnels »), une société de tueurs à gages en Enfer,,.
Les membres d'IMP incluent Blitzø (prononcé /blits/, sans le « o ») le patron de l'entreprise, ainsi que le spécialiste des armes Moxxie, la puissante Millie et la réceptionniste Loona une Cerbère (Hellhound en VO, traduit littéralement par « Chien de l'Enfer »).
Avec l'aide d'un ancien grimoire prêté par Stolas, un démon Goetial et l'un des princes des Enfers, ils accèdent au monde humain pour accomplir leurs tâches sur ordre des démons de l'Enfer.

## Personnages

### Blitzo
Blitzo (parfois orthographié "Blitzø") est un diablotin gérant de l'agence IMP est aussi le père adoptif de Loona et est très attaché à elle. Transportant souvent un pistolet à percussion, il manie particulièrement bien les armes et peut se montrer très compétent quand il est concentré. Égocentrique et profiteur, Blitzo a tendance à se montrer voyeur et envahissant vis-à-vis du couple formé par ses deux employés Millie et Moxxie. Il montre un grand intérêt pour les chevaux. Il est pansexuel et n'hésite pas à entreprendre des relations sexuelles pour obtenir des avantages comme pour emprunter le grimoire de Stolas. Il a été en couple avec Verosika Mayday et a une grande soeur : Barbie. Il a travaillé dans sa jeunesse auprès de son père dans un cirque et était ami avec un autre enfant, Fizzarolli[réf. nécessaire].

#### Moxxie
C'est un petit diablotin employé par Blitzø dans l'agence IMP après sa rencontre avec ce dernier dans une cellule de prison. Il est très loquace, ne possède pas une grande force physique et doute parfois de lui-même. Il manie majoritairement des armes à feu, et montre un grand intérêt pour la musique : il chante, joue de la guitare et aime l'opéra. Il est marié à Millie dont il est très amoureux. Il est bisexuel et avant de rencontrer Millie a formé un couple avec un requin anthropomorphe masculin, Chazwick « Chaz » Thurman. Il est le fils d'un chef de la mafia avec qui il a rompu tout contact après une enfance malheureuse et la trahison de son ancien conjoint[réf. nécessaire].

#### Millie
Diablotine travaillant chez IMP, c'est l'épouse de Moxxie. Elle est extravertie et très compétente dans son travail, en particulier dans le maniement des armes blanches. Elle peut se montrer particulièrement agressive si Moxxie est menacé. En contraste avec son tempérament guerrier, elle adore les parcs d'attractions et les peluches. Elle a grandi dans la campagne du cercle de la Colère avec sa grande famille. Elle a plusieurs frères et une sœur transgenre. Avant de connaître Moxxie elle était en couple avec Chaz, qui s'avère être aussi l'ex de son mari[réf. nécessaire].

#### Loona
C'est une Cerbère (Hellhound en VO, traduit littéralement par « Chien de l'Enfer ») adoptée par Blitzø, également employée comme secrétaire de l'agence. Elle est la seule membre d'IMP à posséder un costume d'humain qu'elle revêtit lorsqu'elle se rend sur Terre. D'humeur soupe au lait et paresseuse, elle est la moins active du groupe et s'habille dans un style gothique. Son attitude coléreuse reste néanmoins une carapace dont elle se débarrasse lorsqu'elle essaie de former des amitiés ou des relations amoureuses (elle peut même se montrer parfois compatissante et avoir du cœur) ; cependant, elle agit de façon assez timide et gênée dans ces cas de figure. Il semble encore difficile pour elle de considérer Blitzø comme son père[réf. nécessaire].

#### Stolas
Il s'agit de l'un des princes des Enfers. Il est directement inspiré de son homonyme légendaire et partage d'ailleurs le même sceau. Membre de la famille Goetia, il est très riche et cultivé et possède un grimoire magique offert par son père, qui permet notamment d'ouvrir un portail vers le monde des humains. Homosexuel, sa famille lui impose un marriage arrangé et malheureux avec Stella, une femme colérique qui le déteste et le maltraite verbalement et physiquement (il est d'ailleurs sous-entendu dans le premier épisode de la saison deux qu'elle l'aurait violé). Une fille est issue de cette union, Octavia, qui a aujourd'hui 17 ans et est la seule joie qu'il tire de ce marriage. Il éprouve une grande attirance sentimentale et charnelle envers Blitzø, et lui prête son grimoire en échange de relations sexuelles à chaque pleine lune. Il est très doux et attentionné envers Blitzø et Octavia[réf. nécessaire].

##### Fizzarolli
Diablotin portant un costume de bouffon, il travaillait autrefois comme clown acrobate dans le même cirque que Blitzø, les deux enfants semblant très amis. Aujourd'hui animateur dans le cabaret Ozzie's, le démon Asmodée (Asmodeus en VO) l'a pris sous son aile et semble très attaché à lui. Des robots à son image ont été créés par Asmodée, essentiellement vendus à des fin de sex-toys, mais au moins l'un d'eux a été conçu pour animer des spectacles dans le parc d'attraction Loo Loo Land. Blitzø et Fizzarolli semblent se vouer une certaine rancœur. Suite à un accident causé par Blitzø, il est équipé des prothèses à ses membres perdus[réf. nécessaire].

## Distribution

### Personnages principaux
- Brandon Rogers (en) (VF : Sébastien Mineo) : Blitzø
- Richard Steven Horvitz (en) (VF : Rémi Gutton) : Moxxie
- Vivian Nixon (en) (VF : Carol-Anne P.) : Millie
- Erica Lindbeck (en) (VF : Ninon Moreau) : Loona
- Bryce Pinkham (en) (VF : Laurent Blanpain) : Stolas

### Voix additionnelles
- Mara Wilson (VF : Clémence R.) : Mayberry
- Jinkx Monsoon (VF : Morgane Brehamel) : Martha
- Maxwell Atoms (VF : Alex Morrison) : Ralphie
- Barrett Wilbert Weed : Octavia
- Alex Brightman (en) : Robo Fizz, Fizzarolli
- Cristina Vee : Verosika Mayday
- James Monroe Iglehart (en) : Vortex, Asmodeus
- Vivienne Medrano : Keenie, Deerie
- Norman Reedus : Striker
- Erica Luttrell : Agent 2
- Jonathan Freeman : Paimon, Cash Buckzo

## Saisons
Le pilote est sorti le 25 novembre 2019 sur YouTube et a bénéficié d'une adaptation française le 16 septembre 2020, tandis que le premier épisode de la première saison est sorti le 31 octobre 2020. La première saison est sortie exclusivement sur la chaîne YouTube de Medrano,, comme elle l'a fait pour d'autres animations,. La première de la deuxième saison a eu lieu le 30 juillet 2022,, et Medrano a confirmé le 27 mars 2023 qu'une troisième saison est en cours de production[source secondaire nécessaire].

### Première saison (2020-2021)
| N° | Titre                                                           | Réalisation      | Scénario                           | Première diffusion |
| --- | --------------------------------------------------------------- | ---------------- | ---------------------------------- | ------------------ |
| 1 | Murder Family (Petits meurtres en famille)                      | Vivienne Medrano | Vivienne Medrano et Brandon Rogers | 31 Octobre 2020    |
| L'institutrice Mme Mayberry découvre via un appel vidéo depuis sa salle de classe que son mari a une liaison avec une femme nommée Martha. Dans un accès de rage, elle tue son mari et blesse gravement Martha, avant de se suicider. Martha survit à l'attaque, fonde une famille et gagne en publicité et en richesse. Mme Mayberry, maintenant un démon condamné à l'enfer, engage l'agence IMP pour tuer Martha. Moxxie, croyant la famille inoffensive et innocente, hésite à tuer Martha. Mais cela révèle la vraie nature de la famille en tant que cannibales meurtriers. Blitzø s'enfuit, Moxxie est capturé par les enfants et Millie est assommée par le mari de Martha, Ralphie. Un appel soudain de Stolas entraîne la capture de Blitzø. Blitzø et Millie sont alors ligotés sur un pieu, mais Moxxie s'échappe des enfants et tue Martha, sauvant les deux pendant que Ralphie s'enfuit. Alors que Blitzø et Millie retournent en enfer, Moxxie reste pour tuer le reste de la famille, bien qu'il décide à la dernière minute de les épargner et d'impliquer la police locale. Au lieu de cela, la police fait sauter la maison avec Ralphie et ses enfants à l'intérieur devant les yeux de Moxxie. De retour en enfer, Blitzø, Millie, Loona et Mme Mayberry célèbrent la réussite de la mission, tandis que Moxxie est traumatisé par le meurtre de toute la famille. |                                                                 |                  |                                    |                    |
| 2 | Loo Loo Land                                                    | Vivienne Medrano | Vivienne Medrano et Brandon Rogers | 9 décembre 2020    |
| La femme de Stolas, Stella, se bat avec lui après avoir appris sa liaison avec Blitzø. Voulant sortir de la maison, Stolas emmène sa fille adolescente de mauvaise humeur, Octavia, à Loo Loo Land, un parc d'attractions qu'elle aimait quand elle était enfant. Stolas étant très riche et influent, il engage IMP comme gardes du corps. Blitzø veille sur Stolas et Octavia, tandis que Moxxie et Millie s'amusent au parc. Stolas emmène Octavia regarder un spectacle mettant en vedette le bouffon animatronique Robo Fizz, mais elle s'enfuit, excédée du parc auquel elle ne voulait pas se rendre et des flirts constants de son père avec Blitzø. Stolas la suit, laissant Blitzø se battre avec Robo Fizz, un de ses anciens collègues. Stolas suit Octavia dans un palais du rire, où elle lui explique son mal-être à cause des disputes de ses parents. Stolas essaie d'expliquer sa relation défaillante avec sa mère mais ne trouve pas les mots pour le faire. Octavia admet qu'elle craint que son père ne l'abandonne au profit de Blitzø, mais Stolas lui assure qu'il ne la quittera jamais. Après leur conversation, Octavia est rassurée et Stolas décide qu'il est temps pour eux de partir, alors que le combat de Blitzø et Robo Fizz met le feu au reste du parc. |                                                                 |                  |                                    |                    |
| 3 | Spring Broken (Printemps gâché)                                 | Vivienne Medrano | Vivienne Medrano et Brandon Rogers | 31 janvier 2021    |
| La place de parking de l'agence IMP est volée par l'ex de Blitzø, Verosika Mayday, alors il la défie, elle et son groupe de succubes : si en une journée, lui et ses employés réussissent à tuer plus d'humains que le groupe de Verosika ne peut avoir de relations sexuelles avec des humains, Verosika cédera la place de parking. Ils prennent alors l’événement du Spring break comme cible : Loona se déguise en une fille gothique au physique séduisant pour attirer les victimes et permettre à l'IMP de les tuer. En parallèle, le groupe de Verosika hypnotise les fêtards restants pour qu'ils aient des relations sexuelles. Loona abandonne sa mission pour flirter avec le cerbère de Verosika, Vortex, mais Blitzø intervient pour rappeler Loona et une dispute éclate entre les deux. Elle lui reproche d'être trop envahissant, qu'importe qu'il l'a adoptée, et Blitzø, le cœur brisé, s'en va. Moxxie et Millie, négligés, relèvent le défi et continuent leur mission, mais des humains prennent Moxxie pour un opossum et le jettent dans un tonneau de bière. Alors que Millie sauve Moxxie ivre du tonneau, un poisson se transforme en monstre géant à cause d'une flasque d'alcool que Verosika a jetée dans l'océan et s'approche de la plage en tuant des vacanciers. Millie tue le monstre poisson, puis elle et Blitzø, qui savent que Verosika risque des problèmes en ayant créé un monstre géant sur Terre, utilisent l'incident pour la faire chanter afin de récupérer la place. Verosika et son équipe sont arrêtés par la police humaine alors que les membres d'IMP retournent en enfer pour récupérer leur place de parking. |                                                                 |                  |                                    |                    |
| 4 | C.H.E.R.U.B. (C.H.É.R.U.B.I.N.)                                 | Vivienne Medrano | Vivienne Medrano et Brandon Rogers | 14 mars 2021       |
| L'IMP est engagée par l'inventeur fou Loopty Goopty pour tuer son partenaire commercial, Lyle Lipton, pour s'être attribué le mérite de la machine vieillissante qui l'a tué. Lipton, qui a également été touché par la machine, est désormais un vieil homme décrépit qui ne voit plus de sens à la vie. Alors que Lipton est sur le point de se suicider, trois angelots arrivent pour le convaincre que la vie vaut la peine d'être vécue. Ils essaient de lui faire voir des choses joyeuses, comme la nature, l'innocence de l'enfance et l'amour, mais l'IMP suit le groupe et sabote tous les plans des angelots. Alors que l'IMP déjoue une autre tentative d'aider Lipton en pleine séance d'opéra, une bagarre éclate entre eux et les angelots. Lipton, voyant la quantité de problèmes que les chérubins et les diablotins vont lui causer, réalise l'importance de sa vie et décide qu'il veut vivre, malheureusement les chérubins l'écrasent alors accidentellement avec un piano. Les anges sont promptement exilés du paradis par leurs supérieurs. Les diablotins retournent en enfer, pensant que l'âme de leur cible est allée au paradis. Cependant, Lipton arrive en enfer et se réconcilie avec Goopty, et les deux se voient proposer un emploi par Wackford. |                                                                 |                  |                                    |                    |
| 5 | The Harvest Moon Festival (Le festival de la lune des moissons) | Vivienne Medrano | Vivienne Medrano et Brandon Rogers | 30 avril 2021      |
| Blitzø accepte de rejoindre Stolas à un festival de moisson à la campagne, dans le cercle de la Colère des enfers d'où est originaire Millie. Les membres d'IMP sont accueillis dans la ferme des parents de Millie pendant toute la durée de l'événement. Moxxie a du mal à impressionner sa belle-famille, au grand amusement de leur fermier, Striker, qui se lie rapidement d'amitié avec Blitzø. Moxxie, Blitzø et Striker participent aux jeux annuels du festival, Moxxie perdant rapidement chacun des événements. Après que Blitzø et Striker aient été déclarés vainqueurs ex aequo, le premier invite le second à rejoindre IMP. Découragé, Moxxie retourne à la ferme, et découvre que Striker envisage d'assassiner Stolas grâce à une arme capable de tuer les démons royaux. Moxxie et Millie ne parviennent pas à l'arrêter et Striker les enferme dans la cave de la maison. Moxxie parvient à sortir de la cave et part à la recherche de Striker. Alors que Striker est sur le point de tuer Stolas, Blitzø le confronte. Striker tente de convaincre Blitzø de se ranger à ses côtés et de tuer Stolas avant l'arrivée de Moxxie. En infériorité numérique et blessé, Striker s'échappe. Plus tard, alors que les membres d'IMP se préparent à rentrer, Moxxie tient tête à sa belle-famille. Pendant ce temps, dans un motel, Striker informe son employeur, la femme de Stolas, de la tentative d'assassinat ratée. |                                                                 |                  |                                    |                    |
| 6 | Truth Seekers (Chercheurs de vérités)                           | Vivienne Medrano | Vivienne Medrano et Brandon Rogers | 21 août 2021       |
| Lors d'une mission, Blitzø et Moxxie sont capturés par les agents 1 et 2, membres de l'organisation DHORKS, qui surveillent les actions de l'IMP sur Terre. Les deux sont emmenés dans une installation sécurisée et sont interrogés. Les agents utilisent finalement un sérum de vérité sur eux pour tenter d'obtenir des réponses ; mais cela fait plutôt souffrir les diablotins d'hallucinations entourant leurs propres problèmes personnels. Moxxie s'imagine dans une comédie musicale accompagné d'un Blitzø incarnant le Fantôme de l'Opéra, tandis que Blitzø se voit impuissant face à ses craintes incarnées par ceux qu'il côtoie ou a côtoyé. Ils réconcilient ensuite leurs griefs lorsque la drogue se dissipe. Pendant ce temps, Millie et Loona s'infiltrent dans le bâtiment et se frayent un chemin à travers les agents de sécurité pour sauver Blitzø et Moxxie. Une fois les démons réunis, ils combattent les humains restants et, bien qu'ils parviennent à tuer la plupart d'entre eux, sont acculés et tenus sous la menace d'une arme par les agents 1 et 2. Le groupe est sauvé de justesse par Stolas. Stolas et les membres de l'IMP retournent en enfer, laissant les agents 1 et 2 en vie. Cependant, les deux humains découvrent que des caméras de sécurité ont enregistré le carnage dans l'établissement, leur permettant de prouver que les démons existent et de donner de la crédibilité à leur organisation. |                                                                 |                  |                                    |                    |
| 7 | OZZIE’s (Chez OZZIE)                                            | Vivienne Medrano | Vivienne Medrano                   | 31 octobre 2021    |
| Pour leur anniversaire de mariage, Moxxie emmène Millie dans un club chic et réputé, Ozzie's, dirigé par le démon Asmodeus. Blitzø essaie d'entrer dans le club pour les observer, seulement il est refoulé à l'entrée car le restaurant n'est réservé qu'aux couples ; il demande alors à contrecœur à Stolas de sortir avec lui. Lorsque Moxxie monte sur scène pour interpréter une chanson d'amour qu'il a écrite pour Millie, il est interrompu par Asmodeus et l'animateur de l'établissement, Fizzarolli, qui sont dégoûtés par sa chanson « mièvre » et soulignent que l'endroit est réservé à la luxure et la dépravation. Blitzø prend la défense de Moxxie, mais se fait railler par Fizzarolli et Verosika pour sa vie amoureuse désastreuse. Stolas est humilié par Asmodeus à propos de sa liaison extraconjugale avec Blitzø ; il ne cherche pas à répondre et se cache derrière un menu, ce qui blesse Blitzø. Bien que la chanson de Moxxie soit bien accueillie par les autres convives, Asmodeus les expulse finalement lui et Millie du club. Pendant ce temps, Blitzø et Stolas se quittent froidement, l'épisode se termine en montrant Blitzø qui regarde de vieilles photos de ses amis et de sa famille et éclate en sanglots. |                                                                 |                  |                                    |                    |
| 8 | QUEEN BEE (La reine des abeilles)                               | Vivienne Medrano | Vivienne Medrano et Brandon Rogers | 24 juin 2023       |
| En parallèle des évènements au club Ozzie's, Loona se rend à une soirée sur invitation de Tex, le garde du corps de Verosika. En arrivant, Loona est introduite à l'assemblée par Tex, mais a du mal à s'intégrer et se dispute avec une connaissance. C'est alors que l'hôte de la soirée, le démon Bee-lzebub (jeu de mots entre le démon Belzébuth et Bee, abeille) chante pour les convives en leur offrant des sucreries. Elle rejoint ensuite Tex et se présente à Loona, révélant qu'elle est la petite amie de Tex. Loona, découragée, préfère quitter la fête et appelle Blitzø pour qu'il la ramène chez elle. Ce dernier, endormi après sa triste soirée, se réveille et va immédiatement chercher Loona. Lorsqu'il est sur place, Loona est convaincue par un des convives de rester et souhaite « retenter sa chance » ; Blitzø accepte et rejoint également la fête. Il boit une très grande quantité d'alcool et embrasse des inconnus. Bee-lzebub, préoccupée, demande à Loona d'aller vérifier l'état de son père, ce qu'elle finit par faire. Loona quitte la fête en ayant passé un bon moment et ramène Blitzø chez lui qui, ivre, s'inquiète de finir par mourir seul. |                                                                 |                  |                                    |                    |

### Deuxième saison (2022)
| N° | Titre | Réalisation      | Scénario                                        | Première diffusion |
| --- | --- | ---------------- | ----------------------------------------------- | ------------------ |
| 9 | The Circus (Le cirque) | Vivienne Medrano | Vivienne Medrano, Adam Neylan et Brandon Rogers | 30 juillet 2022    |
| L'épisode commence par un flashback dans lequel le jeune Stolas se réveille le jour de son anniversaire. Il est surexcité de retrouver son père, Paimon, qui lui offre alors un grimoire magique. Mais lorsque ce dernier lui annonce qu'il devra prendre part à un mariage arrangé avec Stella dans le but de concevoir un héritier, Stolas est inconsolable. Pour lui remonter le moral, Paimon l'emmène au cirque, où ils regardent entre autres Blitzø et Fizzarolli se produire. Remarquant que son fils apprécie le numéro de Blitzø, Paimon le loue pour une journée auprès du propriétaire du cirque, le père de Blitzø, Cash Buckzo, afin qu'il puisse divertir Stolas à la maison. Avant de partir, Cash ordonne secrètement à Blitzø de voler tous les objets de valeur qu'il trouve, ce que l'enfant accepte à contrecœur. Ce dernier fait passer cette tâche pour un jeu auprès de Stolas, les deux rassemblent alors ce qu'ils trouvent, puis discutent et développent une amitié. 25 ans plus tard, Stolas est malheureusement marié à Stella. Lors de la fête de Stella célébrant le fait qu'ils ne sont pas divorcés, Blitzø est surpris en train de se faufiler dans la maison pour voler le grimoire de Stolas. Reconnaissant Blitzø, Stolas l'éloigne de la fête et les deux finissent par avoir des relations sexuelles. Le lendemain matin, alors qu'il tente de fuir avec le grimoire, Blitzø tombe nez à nez devant Stella, ce qui incite Stolas à annoncer joyeusement qu'ils vont divorcer. Dans le présent, Stolas a toujours le cœur brisé à la suite des événements qui se sont déroulés dans le club Ozzie's et chante sa peine. Stella intervient et explique savourer ce malheur, ce qui pousse Stolas à craquer : il lui reproche son comportement, explique qu'il ne l'a supporté que pour le bien d'Octavia, avant de lui demander de le quitter pour de bon. Stella accepte, mais jure que Stolas paiera pour ses actions. | |                  |                                                 |                    |
| 10 | Seeing stars (Observer les étoiles) | Vivienne Medrano | Vivienne Medrano, Adam Neylan et Brandon Rogers | 19 octobre 2022    |
| En pleine dispute avec sa femme, Stolas oublie la promesse qu'il avait fait à sa fille d'aller observer les étoiles dans les confins de l'espace. Cette dernière, prise d'un accès de rage, s’introduit dans les locaux d'IMP et profite d'une dispute entre les employés vis à vis de Loona pour y voler le grimoire de son père. Seulement, par son manque d'expérience, ce dernier l'envoie sur les étoiles du Hollywood Walk of Fame lorsqu'elle lance son incantation. Réalisant la gravité de la situation, Blitzø en informe Stolas et le groupe se lance à la poursuite d'Octavia. Alors que Stolas et Loona se changent en humain, Blitzø se contente d'un déguisement qui malgré lui le fait ressembler à une star de sitcom et génère un mouvement de foule. Pendant ce temps, Moxxie achète compulsivement tout ce qui lui est présenté comme « œuvre d'art ». Tandis que Blitzø est forcé à jouer dans une sitcom, mais finit par détruire le studio et le quitte avec Stolas, c'est finalement Loona qui retrouve la trace d'Octavia en suivant les photos publiées par cette dernière sur les réseaux sociaux. Le groupe se retrouve et finit par rejoindre les enfers après des retrouvailles émouvantes devant un feu d'artifice. | |                  |                                                 |                    |
| 11 | Exes and Oohs (des « ex » et des « oh »)                                                                                                 | Vivienne Medrano | Vivienne Medrano, Adam Neylan et Brandon Rogers | 11 mars 2023       |
| Un mystérieux client demande une intervention d'IMP en enfer et pour cela les convie tous à son domicile. Il s'agit en réalité du père de Moxxie, Crimson, un chef de la mafia, qui révèle avoir organisé cette rencontre pour revoir son fils. Lors du diner, à la surprise générale, l'ancien petit ami de Moxxie et Millie, Chaz, est lui aussi convié. Moxxie raconte comment Chaz l'a trahi en l'abandonnant dans un braquage malgré la relation qu'ils entretenaient. À la fin du diner, l'hôte révèle en privé à son fils que tout cela est un stratagème pour le marier de force à Chaz qui serait devenu très riche afin de l'intégrer à la famille. Moxxie, déjà marié, s'y oppose, mais les menaces de son père lui rappellent son enfance : une relation malheureuse avec celui-ci, sévère et violent, ainsi que la tragique disparition de sa mère et de tous ceux qui s'opposent à Crimson. Sous la menace, Moxxie accepte le cœur lourd, et pleure une fois dans sa chambre. Dans la nuit, Chaz quémande des relations sexuelles à chaque invité et Blitzø accepte ; mais ce dernier le trouve louche et décide de fouiller sa voiture à la recherche d'informations. Il découvre alors que Chaz a menti sur sa fortune pour infiltrer la famille de Moxxie, mais l'intéressé enferme Blitzø dans le coffre de la voiture. Le lendemain matin, Moxxie tient tête à son père, mais malgré son refus catégorique, est emmené de force à son mariage ; l'événement est cependant interrompu par Millie, folle de rage, qui a entre-temps libéré Blitzø. Après que tous les hommes de main de Crimson ont été vaincus, celui-ci se voit contraint de relâcher son fils, et apprend grâce à Blitzø le stratagème de Chazwick qui signe ainsi son arrêt de mort. | |                  |                                                 |                    |
| 12 | Western Energy (Énergie du far-west) | Vivienne Medrano | Vivienne Medrano, Brandon Rogers et Adam Neylan | 20 mai 2023        |
| Dans un café, Stolas, Stella et son frère Andrealphus échangent pour fixer les termes du divorce entre les deux ex-mariés ; soudain, Striker fait irruption et kidnappe Stolas à cheval. Ce dernier appelle Blitzø pour lui demander son aide, mais le diablotin explique qu'il conduit Loona à l'hôpital pour qu'elle reçoive un vaccin. Striker se saisit du téléphone et se montre menaçant envers son otage avant de mettre fin à la conversation : Blitzø prend alors conscience du danger et envoie Moxxie et Mille secourir Stolas pendant qu'il accompagne une Loona terrifiée des piqûres à son rendez-vous. Tandis que Striker emmène Stolas dans son repaire au fond d'une mine, le couple d'IMP le recherche et apprend où se trouve sa cachette. Le tueur à gages explique que Stella l'a payé pour tuer mais aussi torturer Stolas, évoque son ressentiment pour les hautes classes sociales et poignarde son otage plusieurs fois. Stella discute avec Andrealphus qui la convainc de garder son ex-mari en vie car s'il meurt, son héritage reviendra à Octavia. Elle demande donc à Striker de lui ramener Stolas vivant. Striker obéit mais souhaite tout de même rendre son otage aveugle ; Moxxie et Millie font irruption juste avant et le combattent. En parallèle, un autre combat prend place dans le cabinet médical pour que Loona reçoive son vaccin ; Blitzø et le médecin parviennent à lui administrer, et Moxxie et Millie arrivent non sans mal à faire fuir Striker. Ces derniers retrouvent un Stolas gravement blessé qu'ils amènent à l'hôpital où se trouvent Blitzø et Loona. Lorsque Blitzø aperçoit Stolas sur un brancard, il est déconcerté, s'étonnant qu'il puisse même être blessé, et il lui envoie alors un SMS de bon rétablissement. Stolas lui répond que son message compte beaucoup pour lui, et qu'il est libre de venir lui rendre visite. Blitzø commence à écrire un message qu'il n'envoie pas, laissant Stolas l'âme en peine dans son lit d'hôpital. | |                  |                                                 |                    |
| 13 | Unhappy Campers (Tristes vacanciers) | Vivienne Medrano | Vivienne Medrano, Brandon Rogers et Adam Neylan | 8 juillet 2023     |
| Blitzø s'introduit dans un hôpital pour voir Barbie, mais une infirmière le trouve et lui apprend que sa sœur est partie depuis plusieurs mois, et qu'il ne devrait pas intervenir dans sa nouvelle vie. Alors que Moxxie et Millie accueillent un client adolescent qui recherche son meurtrier, Blitzø regagne les locaux d'IMP et s'enferme dans son bureau pour chercher sa sœur, trop soucieux pour s'occuper de l'affaire. C'est alors Moxxie qui prend les commandes avec zèle et se rend avec Millie dans le monde des humains , plus précisément dans un camp d'été pour ados . Moxxie et Millie sont déguisés en ados prenant alors les pseudos de "Moxxine" pour Moxxie et de "Millard" pour Millie. Millie trouve par hasard le coupable du meurtre, mais laisse agir son mari qui serait déçu de ne pas résoudre l'enquête. Celui-ci cherche à socialiser avec les adolescents du camping sans grand succès, contrairement à sa femme qui gagne rapidement en popularité, le rendant jaloux. Il finit alors par blâmer la popularité de Millie – et le concert qu'elle doit donner – pour son échec, ce qui la blesse : elle aurait aimé profiter d'un rare moment de gloire avec le soutien de son mari, mais affirme qu'elle le fera avec ou sans lui. Elle s'apprête à monter sur scène, mais c'est Moxxie qui l'introduit au public en la remerciant pour son soutien, action qui les réconcilie. Le petit diablotin profite du concert pour traquer l'assassin qu'ils ont aperçu, et tombe sur Blitzø : les deux entrent dans une cabane et sont confrontés à Barbie ainsi qu'au meurtrier, un adolescent qui trafique de la drogue pour elle. Un combat prend alors place entre les deux parties pour tuer ou non la cible d'IMP, mais c'est finalement un feu d'artifice du concert qui lui prend la vie. Barbie reproche alors à son frère l'influence néfaste qu'il a eu sur sa vie, celui-ci propose de l'aider mais elle lui dit qu'elle ne souhaite plus jamais le revoir ; la mission achevée, l'IMP rentre en enfer. | |                  |                                                 |                    |
| 14 | OOPS (OUPS) | Vivienne Medrano | Vivienne Medrano, Brandon Rogers et Adam Neylan | 9 Septembre 2023   |
| Dans le Cercle de la Luxure, Asmodeus et Fizzarolli prènnent un petit déjeuner chez eux. Fizz souhaite se rentre à sa répétiton pour un prochain spectacle, seul, dans le cercle de l'avarice mais Asmodeus ne veut pas car il n'y est pas retourné dans ce cercle depuis qu'il est populaire. Finalement Asmodeus accèpte après la pression sur lui de Fizz. Arrivé dans le cercle de l'avarice, Fizz ne la joue pas discrète comme dit précédemment à Asmodeus, en se faisant tracter en rolleur par ses chiens. Dans une rue, il croise pour la seconde fois Blitzø qui s'est fait jeter d'un bar. Les deux s'échangent plusieurs propos et finissent par se battre dans la rue. Au même moment, Striker passe une embauche pour intégrer la mafia de Crimson, il réussit à convaincre Crimson après que celui-ci ait attrapé Blitzø et Fizz par la fenêtre avec son lasso. Dans le cercle de la Luxure, Asmodeus a un rendez-vous avec Stolas qui demande à Asmodeus s'il peut obtenir légalement un joyau pour qu'il puisse le donner à Blitzø pour I.M.P, mais Asmodeus refuse par respect de son partenaire "commercial", mais il reçoit un message vidéo enregistré de Crimson auquel celui-ci tient en otage Fizz et demande une rançon avant minuit en échange de la libération de Fizzarolli et de son silence sur sa relation avec Fizz, ce qui le rend furax. Blitzø et Fizz sont enfermés dans une cage et les deux se chamaillent sur leurs récentes relations sexuelles avec les sang bleus. Pendant ce temps, Asmodeus et Stolas sont avec l'avocat de Crimson qui joue d'Asmodeus avec un faux contrat et un contrat interminable, ce qui fait perdre patience à Asmodeus. Voyant le supplice de Fizz, Blitzø et lui sortent de cage mais tout le cartel se met à leur poursuite, Fizz est incapable de se battre contrairement à Blitzø et remet en cause de ce qui s'est passé il y a 15 ans. Lors de l'anniversaire de Fizz, Blitzø a accidentellement poussé le clown qui apportait son gâteau avec les bougies allumées et provoque un incendie, une explosion de feu d'artifice sur Fizz le rend dépourvu de membres et ses cornes brisées et un peu de brûlure sur Blitzø auquel celui-ci va pour sauver sa mère qui semble mourir dans cet incendie. Les deux continuent à tenter de s'évader, ils essayent aussi comprendre pourquoi on a cherché à les éloigner après cet incident, mais Fizz accepte les excuses de Blitzø avec rancœure. Puis ils sont encerclés par le catrel de Crimson et Striker, Fizz les divertit avec une chanson (Look at This) et des acrobaties alors que Blitzø parvient à exploser une fenêtre pour finalement s'échapper. Malgré Striker qui rattrape Fizz, que Blitzø sauve, Fizz rentre chez lui alors qu'Asmodeus perdait patience avec l'avocat de Crimson. Après avoir éliminé l'avocat, Asmodeus va pour soigner Fizz qui accepte la requête de Stolas pour mérite avant d'aller se coucher. | |                  |                                                 |                    |
| 15 | Mammon's magnificent musical mid-season spécial (ft. Fizzarolli) (La magnifique mi-saison musicale spéciale de Mammon (avec Fizzarolli)) | Vivienne Medrano | Vivienne Medrano, Brandon Rogers et Adam Neylan | 30 octobre 2023    |
| Quelques années auparavant, Fizzarolli et Blitzø adolescent assistent au concert de Mammon, le roi de l'Avarice, qui annonce à ses fans qu'il va organiser un spectacle pour employer (exploiter) le futur clown gagnant de son concours. Fizzarolli rêve de ce spectacle et de travailler avec lui, Blitzø n'aime pas trop l'idée, mais encourage quand même son ami. 10 ans plus tard, Fizzarolli se prépare pour sa 10e présentation, mais Asmodeus ne veut pas qu'il y aille car Mammon l'exploite. Cependant, sous les suplices de Fizz, il accepte et engage Blitzø comme garde du corps et pour tenter de le convaincre que ce concours est inutile. Arrivé sur place, Fizzarolli acclame la foule alors que Mammon lui dit que la concurrence de cette année est rude. Parmi la concurrence, Fizz rencontre Glitz & Glam, deux sœurs jumelles clowns, prêtent à le détrôner. Lors du spectacle qui oppose tout les participants entre eux, Fizzarolli et les sœurs jumelles finissent premiers dans le classement à égalités (666 points) et doivent disputer une finale pour se départager. Fizzarolli ne se sent pas bien, mais il se voit forcer de rencontre ses fans pour leur signer des autographes. Parmi eux, il rencontre un enfant qui lui parle dans la langue des signes, mais il est interrompu par son ancien fan narcissique qui le hait lui et sa popularité. Blitzø repousse le fan et c'est alors que Mammon apparait toujours manipulateur sur un Fizzarolli au bord du malaise, il décide de faire passer les sœurs avant en premier. Blitzø essaye de convaincre son ami qu'il devrait quitter le concours parce qu'il faut qu'il arrête de se faire exploiter par Mammon. Lors de la présentation des sœurs jumelles (I'm a clown b*tch), Fizzarolli se précipite dans sa loge et fait une crise d'angoisse. Asmodeus viens pour le rassurer, Fizzarolli craque et révèle ainsi pourquoi il continue à travailler pour Mammon. Il a peur qu'il perd en popularité et Asmodeus ne soit plus amoureux de lui. Il lui répond que ça changera rien à leur relation s'il arrête de travailler pour Mammon. Ils sont interrompu en pleine embrassade par l'ancien fan narcissique qui rentre dans la loge armé d'un couteau, mais il se fait exploser la tête par Blitzø. Fizzarolli fini par faire son show (2 minutes notice) dans lequel il dénonce les abus de Mammon et ses dépressions causées par celui-ci tout, en l'insultant ouvertement devant lui et les spectateurs. À la fin, il annonce sa démission ce qui énerve Mammon qui se transforme par la colère. Il essaye de faire chanter (Chantage) Asmodeus et Fizzarolli sur leur relation amoureuse, mais Asmodeus la révèle à tout le monde pour contrecarrer Mammon. Sans rien à dire pour forcer Fizz à rester, Mammon se téléporte, fait exploser son théâtre et leur dit qu'ils vont le regretter d'avoir révélé leur relation. Le spectacle est fini, Fizzarolli, Asmodeus et Blitzø rentre chez eux. | |                  |                                                 |                    |
| 16 | The Full Moon (La Pleine Lune) | Vivienne Medrano | Vivienne Medrano, Brandon Rogers et Adam Neylan | 31 mai 2024        |
| Blitzø et Stolas se préparent pour leur rendez-vous mensuel du soir de la pleine lune, avec deux points de vue distincts sur leur soirée : Blitzø espère être efficace au lit, tandis que Stolas angoisse peu à peu à l'idée de ne plus revoir Blitzø après lui avoir offert un joyau qui lui permettrait de créer un portail vers la Terre sans plus avoir besoin du grimoire de Stolas. (When I See Him) Les angelots sur terre exploitent une technique d'arnaque et dérobent une portefeuille, sans grand butin. Surpris par les agents depuis une caméra de surveillance au fond d'une ruelle, ils sont interrogés sur leurs relations avec Blitzø. Les angelots se montrent collaboratifs et acceptent de partir en Enfer, équipés d'exosquelettes au look de diablotins, par un portail créé par les agents, afin de leur ramener Blitzø. Blitzø ayant peur de décevoir Stolas sexuellement arpente les sexshops de la Luxure afin de récupérer de nouveaux sextoys. Il est traqué par les angelots, mal à l'aise dans cet environnement, pensant que Blitzø compte utiliser ses achats pour ses futures victimes. Blitzø retrouve Fizzarolli pour la fin de ses achats où il se satisfait d'un prototype de gode vibrant massif. À sa sortie les angelots comptent s'en prendre à Blitzø pour réussir leur mission mais sont interceptés par le reste des membres d'I.M.P., qui les observaient depuis le début de leur traque car présents pour s'assurer que Blitzø ne gâche pas son rendez-vous. Ils parviennent à les neutraliser et à les renvoyer de l'autre côté du portail. Blitzø arrive dans la chambre d'un Stolas anxieux à qui il présente ses nouveaux jouets, mais Stolas ne réagit pas et demande seulement à récupérer son grimoire, et ce pour toujours. Stolas tend à Blitzø, dans l'incompréhension, son joyau lui permettant de pourusivre ses activités professionnelles légalement. Il lui explique que ces rendez-vous le rend mal à l'aise et que Blitzø n'est dorénavant plus obligé de les honorer, sauf s'il en a l'envie. Ne pouvant croire que quelqu'un puisse l'aimer, Blitzø prend ces déclarations pour un jeu de rôle et répond à Stolas sur un ton moqueur, et le blesse profondément. Comprenant que Stolas s'exprimait sérieusement, Blitzø fou de rage se défend en évoquant la façon dont Stolas le traite, exclusivement pour les relations sexuelles qu'ils entretiennent. Stolas fond en larmes et fait ses adieux à Blitzø, le téléportant en dehors de son palais. | |                  |                                                 |                    |
| 17 | Apology tour (Tournée d'excuses) | Vivienne Medrano | Vivienne Medrano, Brandon Rogers et Adam Neylan | 22 juin 2024       |
| Stolas lit un livre près de sa piscine dans le jardin de son palais alors que Blitzø arrive pour faire la même chose que d'habitude : coucher avec Stolas malgré les évènements passés (Full Moon). Stolas montre son agacement envers la façon de vivre de Blitzø et dit que Verosika, l'ex de Blitzø, l'a invité à une fête anti-Blitzo où toutes les personnes largués par Blitzø s'y rendent périodiquement vers Halloween pour célébrer leur haine envers lui. Blitzø s'en fiche complètement malgré les remarques de Stolas, lui disant qu'il ne peut pas que vivre dans la négligence, le non respect des sentiments des personnes et qu'il est incapable de s'excuser. Blitzø, énervé, rentre chez lui et décide de faire une tournée d'excuses à toutes les personnes auxquelles il a fait du mal dans le passé : Martha, le vigile d'Ozzie, D.H.O.R.K, CHERUBS, Loo loo land et les acteurs d'Hollywood. Entre temps il essaye de s'excuser auprès de Stolas par SMS, mais ne trouve pas les mots. Après cela, il se rend au dernier endroit sur terre : la fête anti-Blitzø où Stolas et tous ses autres ex sont. Sur place, Stolas se sent isolé et mal à l'aise quand il voit le comportement que Verosika et les autres ont contre Blitzø, et commence a boire seul dans un coin. Blitzø arrive et se camoufle sous une nappe pour ne pas être reconnu. Il se rend dehors où Stolas chante avec Verosika et Vortex (All 2 U), une chanson dont les paroles attristent Blitzø qui, après la chanson, va le voir. Stolas, qui est totalement ivre, est surpris de voir Blitzø à cette fête et l'entraîne à l'écarteur discuter avec lui. Blitzø s'excuse de ne pas avoir eu de vrais sentiments pour lui, car il ne comprend pas comment un démon royal puisse aimer un simple diablotin comme lui. Stolas lui répond que la seule chose qu'il veut c'est être désiré par quelqu'un qu'il aime; mais toujours bouleversé il demande à Blitzø de partir. Ce dernier essaye de parler mais un homme vient pour demander à Stolas de danser avec lui. Avec l'accord de Blitzø, il accepte, puis Blitzø part à l'étage pour s'excuser cette fois ci auprès de Verosika. Blitzø essaye de s'excuser du mieux qu'il peut, pour ne pas être tombé amoureux d'elle et de tout les membres présent à cette fête, Verosika lui explique qu'il ne peut pas rester dans ce mode de vie où il largue tout le monde, juste parce qu'il est nul en relation amoureuse. Blitzø approuve ces dires ce qui fait accepter ses excuses par Verosika. Il part ensuite de la fête en regardant une dernière fois Stolas, dansant avec le même homme avant de sortir, rentrer dans son van et poser sa tête contre le volant (ce qui fait klaxonner le van), fatigué de cette journée éprouvante. | |                  |                                                 |                    |
| 18 | Ghostf**kers (Ba**eurs de Fantômes) | Vivienne Medrano | Vivienne Medrano, Brandon Rogers et Adam Neylan | 31 octobre 2024    |
| Millie arrive à I.M.P. avec du café pour tout le monde. Elle y retrouve Loona, fatiguée après une nuit blanche à brûler des chouettes empaillées achetées par Blitzø; Moxxie dans la salle de réunion, traumatisé par le surendettement des achats abusifs de Blitzø; et Blitzø qui déprime dans son bureau en regardant une série nommée Bethany Ghost-F**ker à la télé et en mangeant de la glace et de la moutarde. Millie essaye de convaincre Blitzø de se remettre en place malgré les évènements passés mais une cliente arrive, Millie y va à sa place de son patron. La femme prétend avoir été tuée par un fantôme dans un hôtel glauque. Millie et Loona essayent d'expliquer à leur cliente qu'une fois que les humains meurent, ils vont soit en enfer soit au paradis ; mais Blitzø sort après avoir entendu le mot « fantôme » et accepte la mission. Millie et Blitzø se rendent à cet hôtel alors que Loona reste à surveiller Moxxie à I.M.P même si elle ne le veut pas de base. Ils arrivent à l'hôtel en heurtant une pierre tombale avec le van. Blitzø, toujours accro à sa série, se déguise et se fait passer pour Bethany Gostf**ker avec aussi un aspirateur à fantôme et un détecteur de fantômes en forme de s*xtoy. Il va à la réception où le gérant, Ronaldo, est fier d'avoir des clients et lui donne les clés. Blitzø cherche toujours la trace d'un fantôme et rentre dans toutes les chambres même celles qui sont occupées, et sème le trouble dans l'hôtel. Lors de leur fuite dans les ventilations, Millie est agacée et arrête de suivre Blitzø dans sa chasse aux fantômes fictifs. Ils se séparent donc après s'être disputés, et Blitzø, désormais seul, découvre un liquide noir étrange alors que les couloirs de la ventilation commence à s'incliner vers le bas, ce qui le fait tomber. Il se trouve expulsé de la ventilation, et commence alors à halluciner en voyant plusieurs versions de Millie morte lui disant qui ne changera jamais, et de sa défunte mère dont l'illusion brûle devant lui, ce qui le fait fondre en larmes. Millie rentre dans la chambre où se trouve Blitzø complètement choqué par ces hallucinations, disant qu'il détruit la vie de tout le monde. Elle lui dit de se rappeler comment ils se sont rencontrés. Flashback dans le passé, Millie est dans un bar alors que Blitzø, furieux que Millie aie tué sa cible, s'assied à côté d'elle. Un combat dans le bar commence entre les deux, Blitzø essaye de convaincre Millie de rejoindre I.M.P. Après le combat, elle accepte. Beaucoup plus tard, Blitzø présente leur actuel bureau à ses employés, et Millie se sent gênée, persuadée qu'ils ne le méritent pas. Blitzø lui explique que tout ce qu'elle pense est faux et lui fait visiter leur nouveau lieu de travail. Millie lui dit que grâce à lui elle a pu avoir une vie, un mari, un travail et un meilleur ami, mais qu'elle n'aime pas voir Blitzø prétendre être ce qu'il n'est pas, et de laisser tomber son déguisement. Celui-ci arrête donc ses fantasmes et retourne à l'action où il comprend avec Millie qui est derrière ce massacre. C'est alors que le gérant de l'hôtel apparaît derrière eux et révèle sa véritable identité. Il est un démon tueur et influant, venant du cercle de l'Envie. Il pourchasse et se bat contre les deux amis à la piscine de l'hôtel, et prend finalement possession du corps de Blitzø pour attaquer Millie, alors que dans l'esprit de Blitzø Ronaldo le force à regarder le combat et tous ses mauvais souvenirs. Millie résiste tans bien que mal aux propos et attaques de Ronaldo, mais elle finit par le sortir de force du corps de Blitzø. Ronaldo tente une dernière fois d'intimider Blitzø qui, énervé, lui donne un coup de son aspirateur à fantômes en pleine tête avant de le jeter dans l'eau de la piscine. Il arrive à électrocuter Ronaldo qui meurt sur le coup. Une fois sortis de l'hôtel, Millie et Blitzø essayent de déblayer le van et discutent ensemble de leur relation amicale. À I.M.P, Moxxie réussit finalement à calculer la somme de leurs dettes, mais Loona remarque qu'il a oublié un 2 quelque part. Moxxie à bout de nerfs, renverse de l'essence sur tous ses papiers. Loona le met devant la télé où passe une version musicale de Bethany Ghostf**ker et le petit démon retrouve le sourire. | |                  |                                                 |                    |

### Short (2024)
| N° | Titre                                         | Réalisation      | Scénario                   | Première diffusion |
| --- | --------------------------------------------- | ---------------- | -------------------------- | ------------------ |
| 1 | Hell' Belles (Les belles de l'enfer)          | Vivienne Medrano | Morgana Ignis              | 26 Avril 2024      |
| À IMP city, Millie attend impatiemment sa sœur Sallie May pour passer un moment avec elle. Elles se rendent au spa, à une boutique de vêtements pour relooker Sallie May, vont à la salle d'arcade qu'elles finissent par brûler et voler les peluches, et aller à une discothèque où elles tabassent une personne qui les dérange. Puis elles vont sur le toit d'un immeuble et Sallie May ne cache pas que Millie lui manque et l'accuse de ne pas se rendre souvent à la ferme familiale à cause de son travail, et qu'elle n'a plus de travail après que Millie a quitté le nid familial. Millie la rassure en disant que leurs jeunes frères ont bientôt l'âge de travailler et qu'ils seront une nouvelle main-d'œuvre pour leurs parents, permettant à Sallie May de venir en ville plus souvent, avant de commencer une bagarre entre elles et de finir chez Millie, bandages et plâtres sur elles. |                                               |                  |                            |                    |
| 2 | Mission : Antarctica (Mission : Antarctique)  | Vivienne Medrano | Adam Neylan                | 31 juillet 2024    |
| IMP se rendent en Antarctique avec comme mission de tuer un meurtrier inconnu. Sous le blizzard polaire ils se rendent à une station de recherche américaine. Une fois à la station, tous les corps sont complètement gelés et déchiqueté, le groupe entend et aperçoit un léopard de mer. Pensant que c'est le meurtrier, Blitzø le canarde avec son fusil tandis que Moxxie, après un premier coup manqué, explose la tête de l'animal à la seconde balle de son sniper. Alors que le groupe est prêt à partir, Millie remarque que l'animal présente plein de morsures et pensent que l'animal ne faisait que fuir le danger, puis Moxxie aperçoit au sommet d'une falaise, un manchot qu'il abat, mais tout un groupe de manchots apparaît et descend de la falaise tandis que le groupe se barricade dans la station. Blitzø essaye d'ouvrir un portail avec son cristal mais il n'y arrive pas car pas encore habitué à son nouvel artefact. C'est finalement Moxxie qui ouvre le portail en embrassant la main de Blitzø, gêné. Millie décide ensuite de jeter une boîte d'allumette en feu sur la bouteille de gaz qui fuit, faisant exploser les manchots et la station. |                                               |                  |                            |                    |
| 3 | Mission : Weeaboo-boo (Mission : Weeaboo-boo) | Vivienne Medrano | Adam Neylan & Skye Henwood | 31 août 2024       |
| La mission consiste à éliminer une adolescente Weeaboo-boo (Argot signifiant une personne ayant des obsessions aux animes) nommée "Emberlynn Pinkle" vivant dans une banlieue quelque part aux États-Unis Blitzø se rend à cette mission seul, espérant un travail éclair et rentre par la fenêtre de la chambre d'Emberlynn qui regarde un anime sur son PC sans entendre Blitzø arriver. Blitzø tente de la poignarder dans le dos, mais un bouclier magique apparaît et Emberlynn remarque en sursaut Bitzø après avoir vu son poignard la frôler et atteindre sa peluche chèvre, mais elle semble être curieuse de qui il est. Blitzø tente de la réattaquer mais son collier possède un pendentif qui est un goodies d'un anime nommé "Akuma no Otto", qui dans l'anime protège son porteur des démons et qui marche vraiment. Emberlynn comprend que Blitzø est un vrai démon et pense qu'il est venu pour la kidnapper pour qu'elle rejoigne son harem démoniaque. Blitzø se relève, il ne comprend rien et remarque dans la chambre de l'ado, des posters, mangas, figurines et autres objets en lien avec le Hentai, réalisant qu'elle est fan de ce fantasme. Emberlynn commence sa vision comme quoi Blitzø (qu'elle nomme Blitzy-kun) est ici pour faire d'elle une esclave sexuelle ou une concubine. Celui-ci, impuissant face à l'adolescente en plein dans son fantasme, commence à s'agacer d'elle et lui dit pourquoi il est là, c'est-à-dire, la tuer. Emberlynn toujours dans ses pensées accepte que Blitzø la poignarde et enlève son collier qui vole par la fenêtre et redonne le poignard à Blitzø pour qu'il la poignarde. Emberlynn pousse des gémissements sexuels avant de mourir. Blitzø, blasé, rentre au bureau de IMP, mais entend des cris et regarde par la fenêtre. Emberlynn, maintenant devenu une démone, le réclame en bas de son immeuble, disant qu'elle veut être avec lui pour toujours. |                                               |                  |                            |                    |
| 4 | Mission : Chupacabras (Mission : Chupacabras) | Vivienne Medrano | Vivienne Medrano           | 29 Septembre 2024  |
| La mission est de tuer un homme nommé "Gerardo Velazquez" un fermier vivant vers Tijuana au Mexique. I.M.P. s'y rendent de nuit et découvrent qu'ils sont dans un champ de chèvres et commencent à tuer les chèvres, alarmant le fermier qui les prend pour des Chupacabras et commence à leur tirer dessus. Blitzø ouvre un portail pour qu'ils puissent s'enfuir et finir la mission le lendemain, mais après une explosion, Blitzø est assommé par une chèvre morte qui lui tombe dessus. Le lendemain matin, il se réveille enfermé dans une cage et déguisé en Chupacabras que le fermier pense que Blitzø est et le vendre pour 100 Pesos et fait des démonstrations au gens présents sur place, Blitzø ne peux pas sortir de la cage, le fermier possédant son fusil et son gant avec le cristal dessus. Alors que les 2 agents de D.H.O.R.K arrivent pour acheter Blitzø, celui-ci se pardonne à un chevreau qu'il l'aide en tapant l'entrejambe d'Agent 1 qui insulte le chevreau. Furieux d'entendre ça, le fermier en colère menace de tuer les 2 agents, mais l'arme de Blitzø chauffe et brûle les mains du fermier avant de tirer. La balle ricoche pour atterrir dans un pneu du van de D.H.O.R.K alors qu'un moulin à vent tombe et tue le fermier. Le chevreau rend le gant et le fusil à Blitzø qui est poursuivi par les 2 agents après une provocation. Il monte sur le toit de la grange et sème la terreur chez personnes présentes leur faisant croire qu'il est vraiment El Chupacabras (Chupra-ca-dupra comme dit Blitzø). Tout le monde fuit de peur alors que toutes les chèvres commencent à les attaquer, y compris les 2 agents. Après ça, Blitzø remercie le chevreau en l'honorant comme membre V.I.P associé d'I.M.P et lui colle un sticker I.M.P sur le front avant de retourner en enfer. |                                               |                  |                            |                    |

## Production
En juin 2019, Medrano a déclaré qu'elle travaillait avec Erica Lindbeck, Brock Baker et Brandon Rogers sur un « nouveau projet ». Bien que Helluva Boss soit une série dérivée de Hazbin Hotel se déroulant dans le même univers, elle présente une distribution de personnages et un scénario différents,,. Selon Medrano, si les deux séries se situent dans le même univers, Helluva Boss suit « des personnages et des sociétés qui existent déjà en enfer », l'accent étant mis sur les relations entre les personnages, tandis que Hazbin Hotel concerne la rédemption et les conséquences.
En août de la même année, Medrano a publié les illustrations de la distribution principale des personnages. Le casting du pilote a été choisi par le comédien de doublage Kellen Goff et dirigé par Medrano et Rick Zieff. La société Horseless Cowboy a aidé Medrano dans le travail vocal au cours de la première saison, avec Richard Horvitz et Medrano à la direction vocale. Rogers a demandé à Jinkx Monsoon de doubler un personnage dans Helluva Boss, mais Monsoon voulait doubler des « personnages secondaires » à la place, ce qui a été fait en doublant divers personnages d'arrière plan et éphémères dans la première saison.
Lucas Bermudez de Screen Rant a attribué le succès de Hazbin Hotel comme la seule raison pour laquelle Helluva Boss a été mis en avant.
Le 25 novembre 2019, le pilote est sorti sur la chaîne YouTube de Medrano. Medrano a apporté ses compétences en écriture et en animation pour cet épisode.
L'écriture pour des épisodes supplémentaires a commencé en décembre 2019, avec 8 épisodes commandés,.
En juin 2020, Medrano a déclaré son intention de présenter plus de personnages noirs dans Helluva Boss et Hazbin Hotel dans un tweet où elle a appelé les animateurs noirs à partager leur travail avec elle pour potentiellement être embauchés pour travailler sur la série. Quelques mois plus tard, en août 2020, l'enregistrement des huit premiers épisodes de la saison 1 était terminé, et Lucas Bermudez de Screen Rant a prédit que d'autres épisodes de Helluva Boss seraient diffusés sur YouTube « en tant que série Web » à cause de la pandémie de Covid-19.
Le 31 octobre 2020, le premier épisode de la saison 1 est sorti. Dans l'épisode, Rogers et Horvitz reviennent en tant que Blitzø et Moxxie, et tandis que Lindbeck revient cette fois en tant que Loona, elle est remplacée par Vivian Nixon pour la voix de Millie. Baker a été remplacé par Bryce Pinkham en tant que Stolas. Les stars invitées de l'épisode incluent Monsoon, Mara Wilson et Maxwell Atoms. Le même jour, Jefferson Friedman sort un single de la bande originale du premier épisode, intitulé « Stolas Speaks ». Medrano a partagé plusieurs teasers pour la série sur ses comptes Instagram et Twitter tout au long de la production.
Le 31 janvier 2021, le troisième épisode de la série a été soumis à une limite d'âge par YouTube. En réponse, le site de divertissement Newgrounds a proposé d'héberger une version non censurée de l'épisode et de le promouvoir avec « une bannière de première page », ce qui a suscité l'intérêt de Medrano. La limite d'âge de l'épisode a été levée le lendemain.
Medrano a déclaré à Insider que Helluva Boss resterait indépendante de Hazbin Hotel, déclarant qu'elle a l'intention de conserver la série ainsi « tant que le public veut continuer à la voir », ajoutant qu'elle a « un plan pour savoir où l'histoire va et se termine ».
En février 2022, le compte Twitter officiel de Helluva Boss a déclaré que le final de la saison 1 sortirait « bientôt » mais que cela prendrait plus de temps que prévu. En outre, la saison 2 est annoncée comme étant déjà en production[source secondaire nécessaire].
Le 3 juin 2022, le compte Twitter Helluva Boss a publié une mise à jour annonçant que ce qui devait initialement être le dernier épisode de la saison 1 avait été retardé. En contrepartie, la saison 2 serait avancée au 30 juillet 2022, faisant de l'épisode 7, « OZZIE'S », la finale de la saison 1 rétroactivement. L'épisode 8 venant conclure la première saison sort finalement le 24 juin 2023 et compte parmi ses doubleurs la célébrité Kesha.
Le 31 juillet 2023, Medrano révèle sur Twitter que la saison 2 de Helluva Boss compte 12 épisodes[source secondaire souhaitée].
Le 27 avril 2024, une annonce sur les 5 prochains épisodes de la 2e saison a été postée sur YouTube, annonçant le mois de sortie et le nom de ces 5 épisodes :
- The Full Moon (La Pleine Lune) en Mai.
- Apology tour (Tournée d'excuses) en Juin.
- Ghostfuckers (Ba**eurs de fantôme) en Octobre.
- Mastermind (l'esprit supérieur) en Novembre.
- Sinsmas (Noël péché) en Décembre.

Ce même jour, le premier Helluva Short est posté.
Le 21 décembre 2024 sur Bluesky Social, VivziePop annonce qu'il aura un long temps d'attente entre le dernier épisode de la saison 2 et le premier de la saison 3, mais plus court qu'entre la saison 1 et la saison 2  Elle a aussi annoncé que la saison 3 comportera 15 épisodes au total et le poste de nouveaux shorts, mais sans précisions de dates et du nombre de shorts entre les deux épisodes.

## Médias

### Clip«Oh Millie»
Le 14 février 2020, un clip vidéo d'animation intitulé « Oh Millie » a été mis en ligne sur YouTube, tournant autour du mariage amoureux de Moxxie et Millie. La vidéo présente une chanson écrite par Parry Gripp, avec des voix de Horvitz et Lindbeck.

### Clip«Just Look My Way»
Le 3 décembre 2023 , un deuxième clip vidéo d’animation intitulé « Just Look My Way » a été mis en ligne sur YouTube. Semblant se dérouler chronologiquement un certain temps après l’épisode OOPS de la série, il se concentre sur la vision de Stolas par rapport à sa relation avec Blitzø. La vidéo adapte une fansong très populaire sur YouTube écrite et produite par Paranoid DJ ,en la rendant canonique avec les événements de la série et en changeant certains éléments de la vidéo originale. La chanson est interprétée par Bryce Pinkham.

### Doublages vocaux
Le 16 septembre 2020, le doublage français du pilote est sorti sur la chaîne YouTube de Medrano.

## Réception
Helluva Boss a été acclamé par la critique, recueillant des éloges universels pour son animation, ses personnages, son doublage, ses chansons et son humour. En décembre 2019, dans un article sur l'état actuel de l'animation pour adultes, le critique d'animation CBR Reuben Baron a déclaré que si l'épisode pilote de Helluva Boss a suscité des « critiques justifiées » en raison de son humour « énervé », il reste un « travail clair de l'amour du point de vue de l'animation ». L'évaluation de Tito W. James sur Comicon.com a déclaré que les démons ayant accès à un portail qui se connecte au monde humain « ajoutent une nouvelle dynamique et sont mûrs pour le potentiel narratif ». De même, un critique du site espagnol Cafetoons a félicité les personnages pour avoir été présentés de manière « très appropriée » tout en conservant la comédie pour adultes et les chansons entraînantes. D'autres animateurs ont fait l'éloge du premier épisode de l'émission.  D'autres ont déclaré qu'il y avait « plusieurs numéros musicaux dans chaque épisode », similaires à Animaniacs et Family Guy, et bien que le deuxième épisode soit plus sérieux que les épisodes précédents, il y avait encore beaucoup de « rires et blagues torrides ». La même chose a été dite à propos du troisième épisode, qui, selon un critique, avait d'autres types d'humour comme « la rupture du quatrième mur et les gags visuels qui vous manquent ».

## Récompenses et nominations
| An   | Décerner               | Catégorie                  | Candidat                                            | Résultat | Réf.   |
| ---- | ---------------------- | -------------------------- | --------------------------------------------------- | -------- | ------ |
| 2020 | Ursa Major Awards (en) | Meilleure série dramatique | Helluva Boss pour "Murder Family" et "Loo Loo Land" | Nommé    | [ 33 ] |
| 2021 | Ursa Major Awards (en) | Meilleure série dramatique | Helluva Boss                                        | Gagné    |        |